# Statuta Konrádova

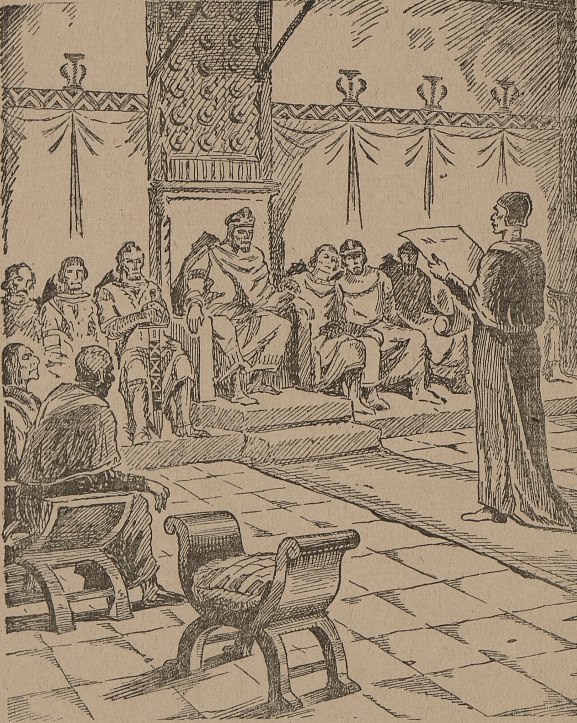
První psaný zákoník český r. 1189 (J. Konůpek, 1922)

Statuta Konrádova (latinsky iura Conradi nebo iura ducis Ottonis) je nejstarší známý český zákoník, který byl vydán knížetem Konrádem II. Otou roku 1189 na dvorském sjezdu v Sadské. Zákoník upravoval domácí postavení českého bojovnictva, přiznávající jim mnohé hospodářské jistoty a platil pro všechny české země.
Statuta Konrádova byla vydána ve třech zněních pro tři úděly – znojemský, brněnský a břeclavský. Pro Břeclav je vydal údělný kníže Oldřich a pro Brno a Znojmo Přemysl Otakar I. Znojemská verze ve znění z roku 1222 se dochovala v opise ze 14. století, brněnská a břeclavská verze se dochovaly ve znění z let 1229, resp. 1239.
Jedná se o kompromis mezi panovníkem a šlechtou, v určitých směrech posiluje panovníkovu moc (soudnictví a správa), v určitých zase ustupuje šlechtě (např. větší podíl na vládě).
Je ovlivněn právem kanonickým, právem římským a německým, je psán latinsky.

## Obsah
Statuta stanovila, že držba výsluh se stává dědičnou a přinesla tak značný vývoj domácího lenního práva. Bylo připuštěno i dědické právo žen – pokud zůstavitel nezanechal mužského dědice, mohly dědit jeho dcery; vdova však nedědila ani v tomto případě.
Dále stanoví, že soudit se má výhradně v ranních hodinách a soudce nikdy nesmí soudit sám. Dle Konrádových Statut se nemusí šlechtic účastnit soudu, ale může za sebe postavit svého služebníka. Statuta Konrádova také upravuje používání některých ordálů (vodou, žhavým železem, soubojem).
Na rozdíl od Břetislavova dekretu povoluje krčmy.

## Edice
- JIREČEK, Hermenegild. Codex juris Bohemici. Svazek I. Praha: [s.n.], 1867. Dostupné online. Kapitola Statuta ducis Ottonis, s. 53–57. (latina)